# Incilius pisinnus
Incilius pisinnus es una especie de anfibio anuro de la familia Bufonidae.

## Distribución geográfica
Esta especie es endémica de Michoacán en México. Habita a una altitud de aproximadamente 335 m en el valle del río Tepalcatepec.

## Descripción
Los machos miden hasta 51 mm y las hembras hasta 62 mm.

## Publicación original
- Mendelson, Williams, Sheil & Mulcahy, 2005 : Systematics of the Bufo coccifer complex (Anura: Bufonidae) of Mesoamerica. Scientific Papers, University of Kansas Natural History Museum, vol. 38, p. 1–27[5]